# Blaesheim
Blaesheim település Franciaországban, Bas-Rhin megyében. Lakosainak száma 1408 fő (2022. január 1.). Blaesheim Bischoffsheim, Duppigheim, Duttlenheim, Entzheim, Geispolsheim, Hindisheim és Innenheim községekkel határos.

## Népesség
A település népességének változása:
| Lakosok száma | 1271 | 1334 | 1343 | 1316 | 1307 | 1301 | 1303 | 1356 | 1408 |
|               | 2013 | 2015 | 2016 | 2017 | 2018 | 2019 | 2020 | 2021 | 2022 |